# Carl Graf Hoyos
Carl Graf Hoyos (* 6. Mai 1923 in Baumgarten, Landkreis Frankenstein, Provinz Niederschlesien; † 8. Februar 2012 in Icking, Oberbayern) war ein deutscher Psychologe und emeritierter Professor an der Technischen Universität München. Sein Arbeitsgebiet war die Arbeits- und Organisationspsychologie.

## Biografie
Von 1947 bis 1951 studierte Graf Hoyos Psychologie in Berlin und Hamburg. Nach seiner Promotion zum Dr. phil. mit einer Arbeit zur Bewährungskontrolle in der Personalauswahl  bei Curt Bondy im Jahr 1954 arbeitete er am Medizinisch-Psychologischen Institut des TÜV Hannover, am Max-Planck-Institut für Arbeitsphysiologie in Dortmund und am Institut für Ergonomie der Technischen Hochschule, heute Technische Universität, in München. 1967 habilitierte er sich für das Fach Psychologie. Im Jahr 1968 erhielt er eine Professur für Psychologie an der Universität Regensburg, 1972 den neu eingerichteten Lehrstuhl an der Technischen Universität München, den er bis zu seiner Emeritierung 1989 innehatte.
Die fachlichen Interessen von Graf Hoyos galten psychologischen Aspekten der Unfallforschung und der Unfallverhütung in der Arbeitswelt und im Straßenverkehr sowie allgemein der Interaktion von Mensch und Maschine. Einflussreich für die Bildungs- und Forschungspolitik war Graf Hoyos’ Denkschrift zur Lage der Psychologie aus dem Jahr 1964.

## Auszeichnungen
- Hugo-Münsterberg-Medaille des Berufsverbands Deutscher Psychologinnen und Psychologen (BDP), 1995
- Ehrendoktor der Universität Dortmund, 2001

## Werke (Auswahl)
- Denkschrift zur Lage der Psychologie, Steiner, Wiesbaden 1964
- Arbeitspsychologie. Kohlhammer, Stuttgart 1974, ISBN 3-17-001590-7 (Lehrbuch)
- Arbeits- und Organisationspsychologie. Ein Lehrbuch. Beltz, Weinheim 1999, ISBN 3-621-27432-4 (Herausgeber, mit Dieter Frey)

Graf Hoyos war Herausgeber der Zeitschrift Psychologie und Praxis.